# Hexaphenylethan
Hexaphenylethan ist eine hypothetische organische Verbindung, die aus einem sechsfach phenylsubstituiertem Ethanzentrum besteht. Allerdings war bisher kein Syntheseversuch erfolgreich. Ursprünglich wurde gedacht, Hexaphenylethan durch Dimerisierung des freien Tritylradikals erhalten zu können. NMR-spektroskopische Experimente zeigten jedoch, dass in der Realität das asymmetrische Gombergs Dimer entsteht. Ein Hauptgrund gegen eine symmetrische Dimerisierung ist dabei ein zu hoher sterischer Anspruch der Phenylgruppen.
Allerdings war es möglich ein substituiertes Derivat, Hexakis(3,5-di-t-butylphenyl)ethan zu synthetisieren. Dieses zeichnet sich durch einen mit 167 pm im Vergleich zu typischen Einfachbindungen (154 pm) sehr großen C–C Abstand der zentralen Kohlenstoffatome  aus. Es wird angenommen, dass London-Dispersionswechselwirkungen zwischen den tert-Butylsubstituenten zentrale Beiträge für die Stabilität dieses sterisch gehinderten Moleküls leisten.